# 灵仙乡
灵仙乡，是中华人民共和国四川省资阳市简阳市曾经下辖的一个乡。2019年12月，撤消灵仙乡，所属行政区域为养马街道的行政区域。

## 行政区划
灵仙乡撤销前下辖以下地区：
白马庙村、慈云寺村、金渔池村、梨儿园村、灵仙庙村、先进村、严家祠村和尹家祠村。